# Egon Höller
Egon Höller, född 16 juli 1907 i Kritzendorf, död 9 augusti 1991 i Kreuth, var en tysk promoverad jurist och SS-officer. Under andra världskriget beklädde han flera höga ämbeten i Generalguvernementet, det polska territorium som lades under tysk ockupation 1939.

## Biografi
Höller studerade rättsvetenskap och promoverades 1932 till juris doktor. Därefter var han verksam vid det österrikiska inrikesministeriet. I september 1932 inträdde han i det illegala nazistpartiet i Österrike och var under en kortare period medlem i Sturmabteilung (SA). Höller deltog i juli 1934 i den för nazisternas vidkommande misslyckade julikuppen, då förbundskansler Engelbert Dollfuss mördades. Kort därefter greps han och fängslades. År 1936 släpptes han fri och begav sig till Tyskland. Året därpå fick Höller anställning vid NSDAP:s flyktingkommissariat. Efter Anschluss, Tysklands annektering av Österrike i mars 1938, tillhörde Höller staben hos Wiens ståthållare.

### Andra världskriget
Den 1 september 1939 anföll Tyskland sin östra granne Polen och andra världskriget utbröt. I slutet av oktober inrättades Generalguvernementet, det polska territorium som ockuperades av Tyskland.
Distriktet Krakau
I oktober 1939 utsågs Höller till Kreishauptmann, högste ämbetsman inom civilförvaltningen, i Krakau-Land i distriktet Krakau. Han lämnade denna befattning i februari 1942.
Distriktet Galizien
Efter Tysklands anfall mot den forna bundsförvanten Sovjetunionen, Operation Barbarossa, inrättades i Generalguvernementet i augusti 1941 ett femte distrikt — Galizien. I februari 1942 efterträdde Höller Hans Kujath som Stadthauptmann i Lemberg. I Lemberg var Höller mycket restriktiv med att utfärda anställningsbevis; ett anställningsbevis skyddade innehavaren från att deporteras till något av förintelselägren i Generalguvernementet. Å andra sidan protesterade Höller, när Gestapo-chefen i Lemberg, Erich Engels, den 1 september 1942 lät hänga elva medlemmar av stadens Judenrat offentligt. Sicherheitsdienst (SD) lät undersöka Höllers förmenta korruption och i april 1943 begärde Högre SS- och polischefen i Generalguvernementet, Friedrich Wilhelm Krüger, att Höller och två andra ämbetsmän, Hans Kujath och Joachim Nehring, skulle kommenderas till Waffen-SS, då de, som det hette, saknade den rätta inställningen. Denna begäran avslogs dock av Gottlob Berger, chef för SS-Hauptamt.

### Efter andra världskriget
Efter andra världskriget befann sig Höller i allierad krigsfångenskap till 1946. År 1948 blev han som medlöpare denazifierad inför domstol. Därefter försörjde han sig som köpman.

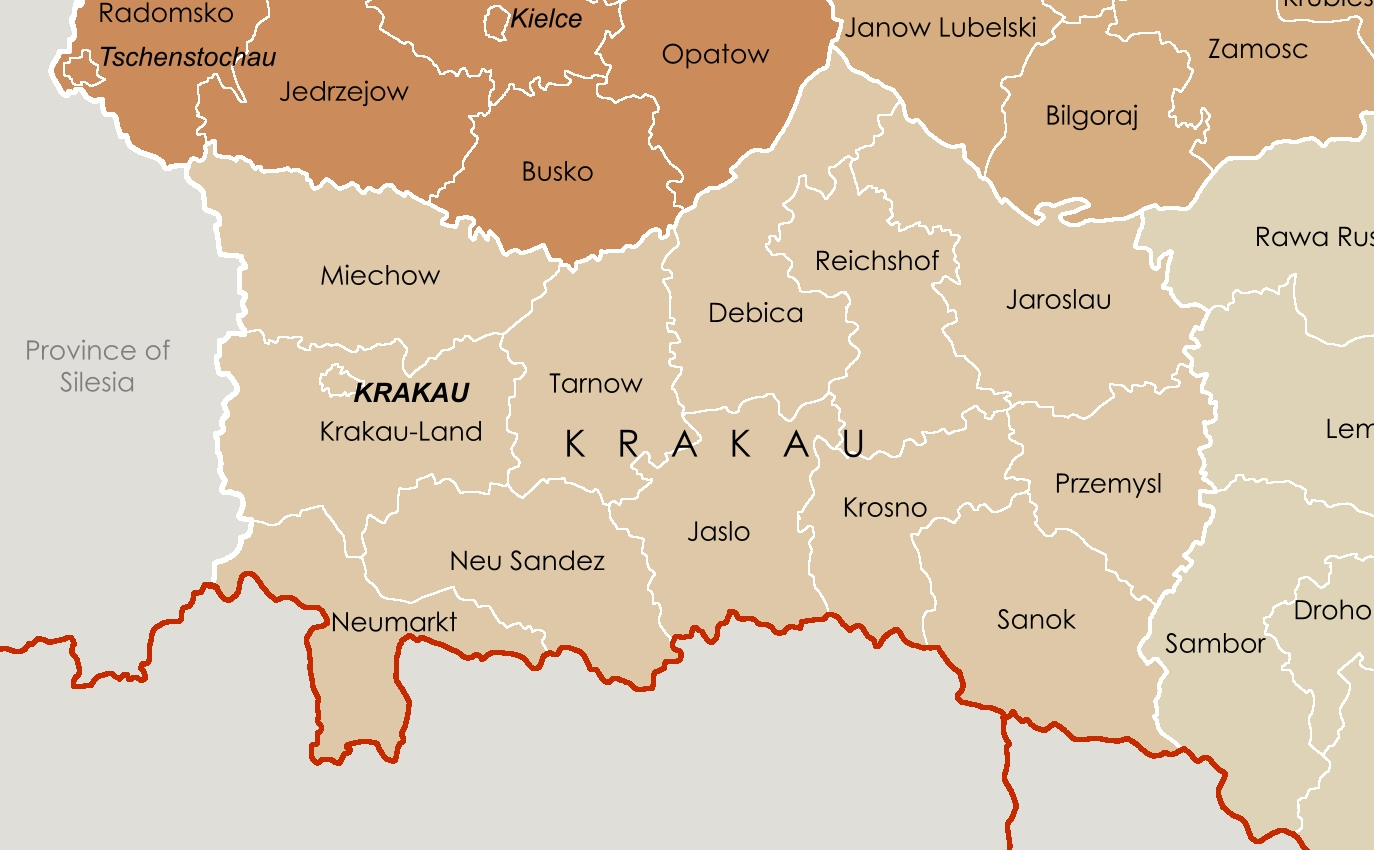
Administrativ karta över distriktet Krakau år 1941
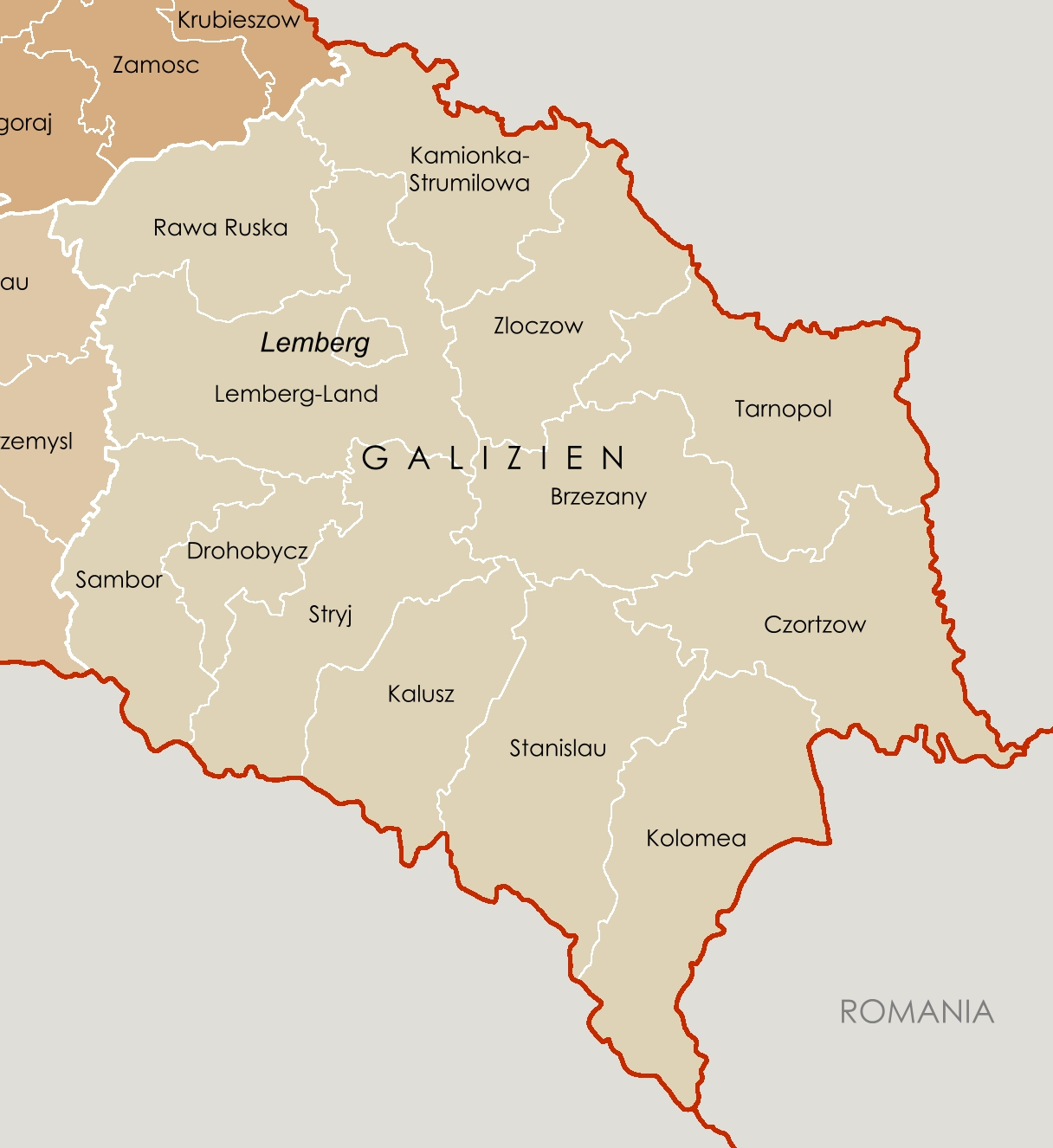
Administrativ karta över distriktet Galizien år 1941